# 글로벌 다큐멘터리
글로벌 다큐멘터리는 2012년 5월 5일부터 2020년 6월 28일까지 방송되었던 다큐멘터리 프로그램이다.

## 기획 의도
KBS에서 세계적으로 유명한 다큐멘터리 프로그램이다.

## 방송 시간
| 방송 채널 | 방송 기간                           | 방송 시간                            |
| --------- | ----------------------------------- | ------------------------------------ |
| KBS 1TV   | 2012년 5월 5일 ~ 2014년 10월 5일    | 매주 주말 밤 9시 40분 ~ 10시 20분    |
| KBS 1TV   | 2015년 8월 22일 ~ 2015년 10월 10일  | 매주 주말 밤 9시 40분 ~ 10시 20분    |
| KBS 1TV   | 2016년 1월 6일 ~ 2016년 10월 1일    | 매주 토요일 밤 8시 10분 ~ 9시        |
| KBS 1TV   | 2017년 1월 7일 ~ 2017년 3월 18일    | 매주 토요일 밤 8시 10분 ~ 9시        |
| KBS 1TV   | 2016년 10월 7일 ~ 2016년 10월 21일  | 매주 금요일 밤 11시 40분 ~ 12시 30분 |
| KBS 1TV   | 2016년 10월 29일 ~ 2016년 11월 5일  | 매주 토요일 밤 10시 30분 ~ 11시 20분 |
| KBS 1TV   | 2016년 12월 4일 ~ 2016년 12월 25일  | 매주 일요일 아침 9시 10분 ~ 10시     |
| KBS 1TV   | 2017년 3월 26일 ~ 2017년 11월 12일  | 매주 일요일 밤 8시 10분 ~ 9시        |
| KBS 1TV   | 2017년 12월 24일 ~ 2018년 8월 19일  | 매주 일요일 밤 8시 10분 ~ 9시        |
| KBS 1TV   | 2017년 11월 19일 ~ 2017년 12월 17일 | 매주 일요일 저녁 7시 10분 ~ 8시      |
| KBS 1TV   | 2018년 9월 9일 ~ 2018년 12월 2일    | 매주 일요일 밤 11시 20분 ~ 12시 10분 |
| KBS 1TV   | 2018년 12월 16일 ~ 2018년 12월 30일 | 매주 일요일 밤 11시 20분 ~ 12시 10분 |
| KBS 1TV   | 2018년 12월 9일                     | 일요일 밤 11시 20분 ~ 12시 20분      |
| KBS 1TV   | 2019년 1월 6일 ~ 2019년 1월 13일    | 매주 일요일 밤 11시 30분 ~ 12시 20분 |
| KBS 1TV   | 2019년 1월 20일 ~ 2019년 9월 15일   | 매주 일요일 밤 11시 25분 ~ 12시 15분 |
| KBS 1TV   | 2019년 9월 22일 ~ 2020년 6월 28일   | 매주 일요일 밤 10시 35분 ~ 11시 25분 |

## 방송 회차
| 주제                                                                                              | 방송일               | 제목                                                                                  | 회차    |
| 2012년                                                                                            | 2012년               | 2012년                                                                                | 2012년  |
| ------------------------------------------------------------------------------------------------- | -------------------- | ------------------------------------------------------------------------------------- | ------- |
| 프로즌플래닛                                                                                      | 5월 5일              | 제1편 - 지구의 끝                                                                     | 1       |
| 프로즌플래닛                                                                                      | 5월 6일              | 제2편 - 봄, 생명이 움트다                                                             | 2       |
| 프로즌플래닛                                                                                      | 5월 12일             | 제3편 - 여름, 풍요의 바다                                                             | 3       |
| 프로즌플래닛                                                                                      | 5월 13일             | 제4편 - 가을, 대장정의 시작                                                           | 4       |
| 프로즌플래닛                                                                                      | 5월 19일             | 제5편 - 겨울, 극한의 계절                                                             | 5       |
| 프로즌플래닛                                                                                      | 5월 20일             | 제6편 - 극지의 정착민                                                                 | 6       |
| 대산호초(EN:Great Barrier Reef)                                                                   | 5월 27일             | 제1부. 자연의 기적                                                                    | 7       |
| 대산호초(EN:Great Barrier Reef)                                                                   | 6월 3일              | 제2부. 산호초에서 열대우림까지                                                        | 8       |
| 대산호초(EN:Great Barrier Reef)                                                                   | 6월 10일             | 제3부. 산호초, 그리고 그 너머...                                                      | 9       |
| 지구대비행                                                                                        | 6월 16일             | 제1부. 북미                                                                           | 10      |
| 지구대비행                                                                                        | 6월 17일             | 제2부. 아프리카                                                                       | 11      |
| 지구대비행                                                                                        | 6월 23일             | 제3부. 유럽                                                                           | 12      |
| 지구대비행                                                                                        | 6월 24일             | 제4부. 남아메리카                                                                     | 13      |
| 지구대비행                                                                                        | 6월 30일             | 제5부. 아시아와 호주                                                                  | 14      |
| 지구대비행                                                                                        | 7월 1일              | 제6부. 높은 하늘을 날아                                                               | 15      |
| 공룡의 땅(토요일)                                                                                 | 7월 7일              | 75톤의 지배자 (New Giants-5)                                                          | 16      |
| 공룡의 땅(토요일)                                                                                 | 7월 14일             | 킬러 엘리트 (Killer Elite-3)                                                          | 18      |
| 공룡의 땅(토요일)                                                                                 | 7월 21일             | 새로운 포식자들(Alien World)                                                          | 20      |
| 대영박물관(일요일)                                                                                | 7월 8일              | 이집트 - 3천년전의 러브레터                                                           | 17      |
| 대영박물관(일요일)                                                                                | 7월 15일             | 그리스 - 하얀 문명의 진실                                                             | 19      |
| 미러클 보디(Miracle Body) 토                                                                      | 7월 28일             | 우사인 볼트, 최고 속도의 비밀 (Usain Bolt: Fated to be fastest)                       | 21      |
| 미러클 보디(Miracle Body) 토                                                                      | 8월 4일              | 마라토너, 인간 한계를 넘어서 (Marathon Men: Pushing the Limits)                       | 22      |
| 미러클 보디(Miracle Body) 토                                                                      | 8월 11일             | 체조, 아름다운 공중유영 (Kohei Uchimura: King Of Gymnasts)                            | 23      |
| 매머드의 귀환                                                                                     | 11월 10일            | Woolly Mammoth                                                                        | 24      |
| 기적의 생태계(How Nature Works)                                                                   | 11월 11일            | 제1편 초원                                                                            | 25      |
| 기적의 생태계(How Nature Works)                                                                   | 11월 17일            | 제2편 숲                                                                              | 26      |
| 기적의 생태계(How Nature Works)                                                                   | 11월 18일            | 제3편 습지                                                                            | 27      |
| 2013년                                                                                            |                      |                                                                                       |         |
| 세상 끝으로의 여행(TO BOLDLY GO)                                                                  | 1월 5일              | 1편 바다                                                                              | 28      |
| 세상 끝으로의 여행(TO BOLDLY GO)                                                                  | 1월 6일              | 2편 하늘                                                                              | 29      |
| 유성의 습격, 러시아에 떨어진 운석                                                                 | 4월 13일             | Meteor Strike - Fireball From Space                                                   | 30      |
| 상아를 쫓는 사람들                                                                                | 4월 20일             | Ivory                                                                                 | 31      |
| 아프리카                                                                                          | 6월 15일             | 1편 Kalahari(기적의 땅, 칼라하리)                                                     | 32      |
| 아프리카                                                                                          | 6월 16일             | 2편 Savannah(생명의 원천, 사바나)                                                     | 33      |
| 아프리카                                                                                          | 6월 22일             | 3편 Congo(살아 숨 쉬는 밀림, 콩고)                                                    | 34      |
| 아프리카                                                                                          | 6월 23일             | 4편 Cape(생명을 만드는 희망의 바다, 남아프리카)                                       | 35      |
| 아프리카                                                                                          | 6월 30일             | 5편 Sahara(태양과 모래의 땅, 사하라)                                                  | 36      |
| 아프리카                                                                                          | 7월 7일              | 6편 Future(미래를 위하여)                                                             | 37      |
| 아프리카                                                                                          | 7월 14일             | 7편 4년간의 촬영기록                                                                  | 38      |
| 스파이 펭귄(Penguins - Spy In The Huddle)                                                         | 7월 20일             | 1. 가족의 탄생 (The Journey)                                                          | 39      |
| 스파이 펭귄(Penguins - Spy In The Huddle)                                                         | 7월 21일             | 2. 세상 밖으로 (First Steps)                                                          | 40      |
| 스파이 펭귄(Penguins - Spy In The Huddle)                                                         | 8월 10일             | 3. 홀로서기 (Growing Up)                                                              | 41      |
| 인류, 우리 모두의 이야기 (Mankind, The Story Of All Of Us)(일요일) <미국 Nutopia에서 제작되었다.> | 8월 11일             | 1. 발명가들(Inventors)                                                                | 42      |
| 인류, 우리 모두의 이야기 (Mankind, The Story Of All Of Us)(일요일) <미국 Nutopia에서 제작되었다.> | 8월 18일             | 2.철의 인간(Iron Man)                                                                 | 43      |
| 인류, 우리 모두의 이야기 (Mankind, The Story Of All Of Us)(일요일) <미국 Nutopia에서 제작되었다.> | 8월 25일             | 3.제국 시대(Empires)                                                                  | 44      |
| 인류, 우리 모두의 이야기 (Mankind, The Story Of All Of Us)(일요일) <미국 Nutopia에서 제작되었다.> | 9월 1일              | 4.전사들(Warriors)                                                                    | 45      |
| 인류, 우리 모두의 이야기 (Mankind, The Story Of All Of Us)(일요일) <미국 Nutopia에서 제작되었다.> | 9월 8일              | 5.역병(Plague)                                                                        | 46      |
| 인류, 우리 모두의 이야기 (Mankind, The Story Of All Of Us)(일요일) <미국 Nutopia에서 제작되었다.> | 9월 15일             | 6.생존자들(Survivors)                                                                 | 47      |
| 인류, 우리 모두의 이야기 (Mankind, The Story Of All Of Us)(일요일) <미국 Nutopia에서 제작되었다.> | 9월 22일             | 7.신세계(New World)                                                                   | 48      |
| 인류, 우리 모두의 이야기 (Mankind, The Story Of All Of Us)(일요일) <미국 Nutopia에서 제작되었다.> | 9월 29일             | 8.보물(Treasure)                                                                      | 49      |
| 인류, 우리 모두의 이야기 (Mankind, The Story Of All Of Us)(일요일) <미국 Nutopia에서 제작되었다.> | 10월 6일             | 9.개척자들(Pioneers)                                                                  | 50      |
| 인류, 우리 모두의 이야기 (Mankind, The Story Of All Of Us)(일요일) <미국 Nutopia에서 제작되었다.> | 10월 12일            | 10.혁명(revolutions)                                                                  | 51      |
| 인류, 우리 모두의 이야기 (Mankind, The Story Of All Of Us)(일요일) <미국 Nutopia에서 제작되었다.> | 10월 13일            | 11.속도(Speed)                                                                        | 52      |
| 인류, 우리 모두의 이야기 (Mankind, The Story Of All Of Us)(일요일) <미국 Nutopia에서 제작되었다.> | 10월 19일            | 12.새로운 변경(new frontier)                                                          | 53      |
| 미래 경쟁력의 핵심,빅 데이터                                                                      | 10월 20일            | The Age Of Big Data                                                                   | 54      |
| 2014년                                                                                            |                      |                                                                                       |         |
| 와일드 아라비아 (Wild Arabia)                                                                     | 1월 4일              | 1. 모래, 바람, 그리고 별(Sand, Wind and Stars)                                        | 55      |
| 와일드 아라비아 (Wild Arabia)                                                                     | 1월 11일             | 2.숨겨진 낙원(The Jewel Of Arabia)                                                    | 56      |
| 와일드 아라비아 (Wild Arabia)                                                                     | 1월 18일             | 3.예측할 수 없는 미래(Shifting Sands)                                                 | 57      |
| 우주의 기적, 생명 (Wonders Of Life)                                                               | 1월 25일             | 제1화. 크기의 법칙 (Size Matters)                                                     | 58      |
| 우주의 기적, 생명 (Wonders Of Life)                                                               | 2월 8일              | 제2화. 생명이란 무엇인가? (What is life?)                                             | 59      |
| 우주의 기적, 생명 (Wonders Of Life)                                                               | 2월 15일             | 제3화. 팽창하는 우주 (Expanding Universe)                                             | 60      |
| 우주의 기적, 생명 (Wonders Of Life)                                                               | 2월 22일             | 제4화. 살아 있는 행성 (Home)                                                          | 61      |
| 우주의 기적, 생명 (Wonders Of Life)                                                               | 3월 1일              | 제5화. 진화의 힘 (Web Of Life)                                                        | 62      |
| 밀착취재! 알래스카 회색곰 이야기(Great Bear Stakeout)                                             | 3월 29일             | 1부. 본능의 계절                                                                      | 63      |
| 밀착취재! 알래스카 회색곰 이야기(Great Bear Stakeout)                                             | 4월 5일              | 2부 성숙의 계절                                                                       | 64      |
| 란탐보르의 여왕호랑이, 마츨리                                                                     | 5월 12일             | Queen Of Tigers: Natural World Special                                                | 65      |
| 스파이 돌고래(EN:Dolphins Spy in the Pod)                                                         | 5월 19일             | 영리한 사냥꾼                                                                         | 66      |
| 스파이 돌고래(EN:Dolphins Spy in the Pod)                                                         | 5월 26일             | 은밀한 사생활                                                                         | 67      |
| 기상천외 동물 커플(Animal Odd Couples)                                                            | 5월 27일             | 영리한 사냥꾼                                                                         | 68      |
| 기상천외 동물 커플(Animal Odd Couples)                                                            | 6월 3일              | 공격과수비                                                                            | 70      |
| 과일원정대(FRUIT HUNTERS)                                                                         | 5월 30일             | 1편 과일을 사랑하는 사람들                                                            | 69      |
| 과일원정대(FRUIT HUNTERS)                                                                         | 6월 6일              | 2편 과일에 인생을 건 사람들                                                           | 71      |
| 예고없는 공포, 싱크홀                                                                             | 8월 17일             | Swallowed by a Sink Hole                                                              | 72      |
| 히든 킹덤(Hidden Kingdom)                                                                         | 8월 31일             | 1부. 멋진 녀석들 The Prime Design                                                     | 73      |
| 히든 킹덤(Hidden Kingdom)                                                                         | 9월 7일              | 2부. 비밀의 숲                                                                        | 74      |
| 히든 킹덤(Hidden Kingdom)                                                                         | 9월 14일             | 3부. 도시, 또 다른 정글                                                               | 75      |
| 안녕, 원숭이 (일요일)(Monkey`s Revealed)                                                          | 9월 21일             | 1부. 멋진 녀석들 (The Prime Design)                                                   | 76      |
| 안녕, 원숭이 (일요일)(Monkey`s Revealed)                                                          | 9월 28일             | 2부. 사랑과 전쟁 (FAMILY MATTERS)                                                     | 77      |
| 안녕, 원숭이 (일요일)(Monkey`s Revealed)                                                          | 10월 5일             | 3부. 생활의 달인 Master Minds                                                         | 78      |
| 2015년                                                                                            |                      |                                                                                       |         |
| 과학의 달 특선 글로벌 다큐 여성의 뇌, 남성의 뇌                                                   | 4월 19일             | Is Your Brain Male or Female?                                                         | 79      |
| 어린이날 특선 다큐 - 아름다운 비행                                                                | 5월 5일              | Les Routes Secretes Des Oiseaux Migrateurs                                            | 80      |
| 방학 특선 글로벌 다큐 - 세계의 명문, 이튼스쿨                                                     | 7월 23일             | Most Famous School in the World                                                       | 81      |
| [방학특선 글로벌 다큐멘터리] 인간과 우주(Human Universe)                                          | 7월 27일 2015.8.3    | 1편 - 원시인에서 우주인으로(Apeman Spaceman)                                          | 82      |
| [방학특선 글로벌 다큐멘터리] 인간과 우주(Human Universe)                                          | 7월 28일 2015.8.3    | 2편 - 우주와 인간의 기원(Why Are We Here?)                                            | 83      |
| [방학특선 글로벌 다큐멘터리] 인간과 우주(Human Universe)                                          | 7월 29일 2015.8.10   | 3편 - 외계인을 찾아서(Are We Alone?)                                                  | 84      |
| [방학특선 글로벌 다큐멘터리] 인간과 우주(Human Universe)                                          | 7월 30일 2015.8.10   | 4편 - 우리가 서 있는 자리(A Place in Time and Space)                                  | 85      |
| [방학특선 글로벌 다큐멘터리] 인간과 우주(Human Universe)                                          | 7월 31일 2015.8.17   | 5편 - 우리는 어디로 가는가(What is our Future?)                                       | 86      |
| 몬순(Lands Of the Monsoon)                                                                        | 8월 22일 2016.10.7   | 제 1부 목마른 기다림(Waiting For The Rains)                                           | 87      |
| 몬순(Lands Of the Monsoon)                                                                        | 9월 5일 2016.10.14   | 제 2부 몬순의 시작(Deluge)                                                            | 88      |
| 몬순(Lands Of the Monsoon)                                                                        | 9월 6일 2016.10.21   | 제 3부 몬순의 두 얼굴, 가뭄(The Drought)                                              | 89      |
| 몬순(Lands Of the Monsoon)                                                                        | 9월 12일 2016.29     | 제 4부 열대 우림(Strange Castaway)                                                    | 90      |
| 몬순(Lands Of the Monsoon)                                                                        | 9월 13일 2016.11.5   | 제 5부 몬순과 인간(People Of The Monsoon)                                             | 91      |
| 라이프 스토리(Life Story)                                                                         | 9월 19일 2016.12.4   | 여정의 시작(First Step)                                                               | 92      |
| 라이프 스토리(Life Story)                                                                         | 9월 20일 2016.12.11  | 홀로 서기(Growing up)                                                                 | 93      |
| 라이프 스토리(Life Story)                                                                         | 9월 26일 2016.12.25  | 보금자리(Home)                                                                        | 94      |
| 라이프 스토리(Life Story)                                                                         | 9월 27일 2017.1.7    | 권력투쟁(Power)                                                                       | 95      |
| 라이프 스토리(Life Story)                                                                         | 10월 3일 2017.1.14   | 사랑(Courtship)                                                                       | 96      |
| 라이프 스토리(Life Story)                                                                         | 10월 4일 2017.1.21   | 부모 되기(Parenthood)                                                                 | 97      |
| 라이프 스토리(Life Story)                                                                         | 10월 10일 2017.1.27  | 제작기-라이프스토리 다이어리(The Full Circle)                                         | 98      |
| 프랑스판 국산으로만 살아보기                                                                      | 11월 7일 12월 12일   | Le grand journal de Canal+                                                            | 99 100  |
| 2016년                                                                                            |                      |                                                                                       |         |
| 방학 특선 글로벌 과학 다큐멘터리                                                                  | 1월 4일              | 1.우주의 새벽 - 창조의 순간(Cosmic Dawn : The Real Moment Of Creation)                | 101     |
| 방학 특선 글로벌 과학 다큐멘터리                                                                  | 1월 5일              | 2.암흑 물질을 찾아서(Dancing In The Dark: The End Of Physics?(In Search for the Dark) | 102     |
| 방학 특선 글로벌 과학 다큐멘터리                                                                  | 1월 8일              | 3.대멸종(Mass Extinction: Life On The Brink)                                          | 103     |
| 공교육이냐 사교육이냐? 학교 바꿔 보기                                                             | 1월 11일 1월 12일    | School Swap: The Class                                                                | 104 105 |
| 헌트(The Hunt)                                                                                    | 1월 9일 2017.8.6     | 고난의 도전                                                                           | 106     |
| 헌트(The Hunt)                                                                                    | 1월 16일 2017.8.13   | 북극에서 살아남기                                                                     | 107     |
| 헌트(The Hunt)                                                                                    | 1월 23일 2017.8.27   | 숨바꼭질                                                                              | 108     |
| 헌트(The Hunt)                                                                                    | 1월 30일 2017.9.3    | 바다에서 살아남기                                                                     | 109     |
| 헌트(The Hunt)                                                                                    | 2월 6일 2017.9.10    | 어디에도 숨을 곳은 없다                                                               | 110     |
| 헌트(The Hunt)                                                                                    | 2월 13일 2017.9.17   | 시간과의 싸움                                                                         | 111     |
| 헌트(The Hunt)                                                                                    | 2월 20일 2017.9.24   | 적과의 동거                                                                           | 112     |
| 헌트(The Hunt)                                                                                    | 2월 27일 2017.10.1   | 메이킹                                                                                | 113     |
| 임신 10개월의 비밀(Nine Months That Made You)                                                     | 3월 5일              | 제 1부 첫 8주(The First 8 weeks)                                                      | 114     |
| 임신 10개월의 비밀(Nine Months That Made You)                                                     | 3월 12일             | 제 2부 역경을 딛고(Against the Odds)                                                  | 115     |
| 임신 10개월의 비밀(Nine Months That Made You)                                                     | 3월 19일             | 제 3부 탄생(The Final Push)                                                           | 116     |
| 야생의 바다, 대서양(Atlantic)                                                                     | 4월 2일              | 제1부. 생명의 해류 - 북대서양 (Life Stream - North)                                   | 117     |
| 야생의 바다, 대서양(Atlantic)                                                                     | 4월 9일              | 제2부. 심해의 산맥 - 남대서양 (Mountains Of the Deep - South)                         | 118     |
| 야생의 바다, 대서양(Atlantic)                                                                     | 4월 16일             | 제3부. 극과 극의 바다 - 열대대서양 (From Heaven To Hell - Tropical)                   | 119     |
| 비행의 비밀, 하늘의 세계(Life in the Air)                                                         | 4월 23일             | 제 1부 중력을 이겨라                                                                  | 120     |
| 비행의 비밀, 하늘의 세계(Life in the Air)                                                         | 4월 30일             | 제 2부 비행의 대가들                                                                  | 121     |
| 비행의 비밀, 하늘의 세계(Life in the Air)                                                         | 5월 7일              | 제 3부 붐비는 하늘                                                                    | 122     |
| 경이로운 자연, 그리고 인간(Earth’s Natural Wonders)                                               | 5월 21일             | 제 1부 벼랑 끝의 삶                                                                   | 123     |
| 경이로운 자연, 그리고 인간(Earth’s Natural Wonders)                                               | 5월 28일             | 제 2부 물의 서사시                                                                    | 124     |
| 경이로운 자연, 그리고 인간(Earth’s Natural Wonders)                                               | 6월 4일              | 제 3부 자연과 살아가기                                                                | 125     |
| 우리가 모르는 쌍둥이의 비밀                                                                       | 6월 11일             | Scret Life Of Twins                                                                   | 126     |
| 태양계의 바다와 외계 생명체                                                                       | 6월 18일             | Oceans Of The Solar System                                                            | 127     |
| 푸른 바다 몬터레이만(Big Biuem Monterey Bay)                                                      | 7월 2일              | 제1부. 몬터레이만                                                                     | 128     |
| 푸른 바다 몬터레이만(Big Biuem Monterey Bay)                                                      | 7월 9일              | 제2부. 몬터레이만의 생명들                                                            | 129     |
| 와일드 브라질(Wild Brazil-Land Of Fire And Flood)                                                 | 7월 16일             | 1부 위험한 첫 걸음 (A Dangerous World)                                                | 130     |
| 와일드 브라질(Wild Brazil-Land Of Fire And Flood)                                                 | 7월 23일             | 2부 홍수에서 살아남기 (Facing the Flood)                                              | 131     |
| 와일드 브라질(Wild Brazil-Land Of Fire And Flood)                                                 | 7월 30일             | 3부 가뭄을 견딘 사랑 (Enduring the Drought)                                           | 132     |
| 샤크(Shark)                                                                                       | 8월 6일              | 1부 바다의 지배자                                                                     | 133     |
| 샤크(Shark)                                                                                       | 8월 23일             | 2부 은밀한 사생활                                                                     | 134     |
| 샤크(Shark)                                                                                       | 9월 3일              | 3부 상어, 결정적 순간 (제작 과정) Beyond The Bite                                     | 135     |
| 자연의 힘(Forces Of Nature)                                                                       | 9월 10일             | 제 1부 형태 Shape                                                                     | 136     |
| 자연의 힘(Forces Of Nature)                                                                       | 9월 17일             | 제 2부 지구의 움직임 Motion                                                           | 137     |
| 자연의 힘(Forces Of Nature)                                                                       | 9월 24일             | 제 3부 원소 Elements                                                                  | 138     |
| 자연의 힘(Forces Of Nature)                                                                       | 10월 1일             | 제 4부 색 Colour                                                                      | 139     |
| 와일드 뉴질랜드(Wild New Zealand)(추석 특선)                                                      | 9월 14일             | 제1부. 그들만의 세상 (Cast Adrift)                                                    | 140     |
| 와일드 뉴질랜드(Wild New Zealand)(추석 특선)                                                      | 9월 15일             | 제2부. 야생의 개척자 (Wild Extremes)                                                  | 141     |
| 와일드 뉴질랜드(Wild New Zealand)(추석 특선)                                                      | 9월 16일             | 제3부. 다시 찾은 낙원 (New Arrivals)                                                  | 142     |
| 남극의 귀염둥이, 황제펭귄 이야기                                                                  | 12월 24일            | Snow Chick - A Penguin's Tale                                                         | 143     |
| 2017년                                                                                            |                      |                                                                                       |         |
| 살아있는 지구 2(Planet Earth II)                                                                  | 2월 4일 2017.10.17   | 1부 섬(Islands)                                                                       | 144     |
| 살아있는 지구 2(Planet Earth II)                                                                  | 2월 11일 2017.10.19  | 2부 산(Mountains)                                                                     | 145     |
| 살아있는 지구 2(Planet Earth II)                                                                  | 2월 18일 2017.10.20  | 3부 밀림(Jungles)                                                                     | 146     |
| 살아있는 지구 2(Planet Earth II)                                                                  | 2월 19일 2017.10.25  | 4부 사막(Deserts)                                                                     | 147     |
| 살아있는 지구 2(Planet Earth II)                                                                  | 2월 25일 2017.10.26  | 5부 초원(Grasslands)                                                                  | 148     |
| 살아있는 지구 2(Planet Earth II)                                                                  | 3월 11일 2017.10.27  | 6부 도시(Cities)                                                                      | 149     |
| 살아있는 지구 2(Planet Earth II)                                                                  | 3월 18일 2017.10.28  | 7부 다이어리(Diaries,Making)                                                          | 150     |
| 와일드 웨스트(Wildwest)                                                                           | 3월 26일             | 1부 사막의 한가운데(Desert Heartlands)                                                | 151     |
| 와일드 웨스트(Wildwest)                                                                           | 4월 2일              | 2부 고원의 삶(The High Country)                                                       | 152     |
| 와일드 웨스트(Wildwest)                                                                           | 5월 3일              | 3부 잠들지 않는 해안(Restless Shore)                                                  | 153     |
| 야생의 스파이(Spy in the Wild)                                                                    | 4월 16일             | 제 1부 사랑(Love)                                                                     | 154     |
| 야생의 스파이(Spy in the Wild)                                                                    | 4월 30일             | 제 2부 지능(Intelligence)                                                             | 155     |
| 야생의 스파이(Spy in the Wild)                                                                    | 5월 7일              | 제 3부 우정(Friendship)                                                               | 156     |
| 야생의 스파이(Spy in the Wild)                                                                    | 5월 14일             | 제 4부 장난(Mischief)                                                                 | 157     |
| 야생의 스파이(Spy in the Wild)                                                                    | 5월 21일             | 제 5부 제작기(Meet the Spies)                                                         | 158     |
| 신성한 낙원, 와일드 타일랜드(Wild Thailand)                                                       | 5월 28일             | 제 1부 비밀의 땅, 남부                                                                | 159     |
| 신성한 낙원, 와일드 타일랜드(Wild Thailand)                                                       | 6월 4일              | 제 2부 공존의 땅, 중부                                                                | 160     |
| 신성한 낙원, 와일드 타일랜드(Wild Thailand)                                                       | 6월 11일             | 제 3부 신비의 땅, 북부                                                                | 161     |
| 3색 계절, 옐로스톤 국립공원(Great American Thaw)                                                  | 6월 18일             | 제 1부 극한의 계절, 겨울에서 봄으로                                                   | 162     |
| 3색 계절, 옐로스톤 국립공원(Great American Thaw)                                                  | 7월 2일              | 제 2부 생명의 계절, 봄                                                                | 163     |
| 3색 계절, 옐로스톤 국립공원(Great American Thaw)                                                  | 7월 9일              | 제 3부 태양의 계절, 여름                                                              | 164     |
| 미션 갈라파고스(Galapagos)                                                                        | 7월 16일             | 제 1부 생명의 용광로                                                                  | 165     |
| 미션 갈라파고스(Galapagos)                                                                        | 7월 23일             | 제 2부 심해의 비밀                                                                    | 166     |
| 미션 갈라파고스(Galapagos)                                                                        | 7월 30일             | 제 3부 갈라파고스의 미래                                                              | 167     |
| 와일드 멕시코(Wild Mexico)                                                                        | 10월 8일             | 산위의 세상                                                                           | 168     |
| 와일드 멕시코(Wild Mexico)                                                                        | 10월 15일            | 마야의 숲                                                                             | 169     |
| 와일드 멕시코(Wild Mexico)                                                                        | 10월 22일            | 태양의 땅, 북부                                                                       | 170     |
| 위험한 지구(Dangerous Earth)                                                                      | 10월 29일            | 불[Fire]                                                                              | 171     |
| 위험한 지구(Dangerous Earth)                                                                      | 11월 5일             | 얼음[Ice]                                                                             | 172     |
| 위험한 지구(Dangerous Earth)                                                                      | 11월 12일            | 바람[Wind]                                                                            | 173     |
| 세계의 산맥(MOUNTAINS: LIFE ABOVE THE CLOUDS)                                                     | 11월 19일            | 북아메리카의 척추, 로키                                                               | 174     |
| 세계의 산맥(MOUNTAINS: LIFE ABOVE THE CLOUDS)                                                     | 11월 26일            | 세계의 지붕, 히말라야                                                                 | 175     |
| 세계의 산맥(MOUNTAINS: LIFE ABOVE THE CLOUDS)                                                     | 12월 3일             | 불과 얼음의 세상, 안데스                                                              | 176     |
| 와일드 파리(PARIS - A WILD STORY)                                                                 | 12월 10일            | 파리의 야생동물들                                                                     | 177     |
| 와일드 파리(PARIS - A WILD STORY)                                                                 | 12월 17일            | 자연을 품은 도시                                                                      | 178     |
| 와일드 갈라파고스(Wild Galapagos)                                                                 | 12월 24일            | 바다에 갇힌 운명                                                                      | 179     |
| 와일드 갈라파고스(Wild Galapagos)                                                                 | 12월 31일            | 고립된낙원                                                                            | 180     |
| 2018년                                                                                            |                      |                                                                                       |         |
| 블루 플래닛 2(Blue Planet Ⅱ)                                                                      | 1월 5일 2018.7.1     | 하나의 대양(One Ocean)                                                                | 181     |
| 블루 플래닛 2(Blue Planet Ⅱ)                                                                      | 1월 6일 2018.7.8     | 심해(The deep)                                                                        | 182     |
| 블루 플래닛 2(Blue Planet Ⅱ)                                                                      | 1월 11일 2018.7.15   | 산호초(Coral Reefs)                                                                   | 183     |
| 블루 플래닛 2(Blue Planet Ⅱ)                                                                      | 1월 12일 2018.7.22   | 푸른 바다(Big blue)                                                                   | 184     |
| 블루 플래닛 2(Blue Planet Ⅱ)                                                                      | 1월 18일 2018.7.29   | 녹색바다(Green Seas)                                                                  | 185     |
| 블루 플래닛 2(Blue Planet Ⅱ)                                                                      | 1월 19일 2018.8.5    | 해안(Coasts)                                                                          | 186     |
| 블루 플래닛 2(Blue Planet Ⅱ)                                                                      | 1월 25일 2018.8.12   | 바다의 미래를 위하여(Our Blue Planet)                                                 | 187     |
| 블루 플래닛 2(Blue Planet Ⅱ)                                                                      | 1월 26일 2018.8.19   | 블루 플래닛 2, 4년의 여정(MAKING)                                                     | 188     |
| 빅 캣(Big cats)                                                                                   | 3월 4일 2019.5.26    | 그들만의 세상-은밀하게 날렵하게                                                       | 189     |
| 빅 캣(Big cats)                                                                                   | 3월 11일 2019.6.2    | 정복자들                                                                              | 190     |
| 빅 캣(Big cats)                                                                                   | 3월 25일 2019.6.9    | 은밀한세계                                                                            | 191     |
| 밀착취재, 동물의 사생활(Animals With Cameras)                                                     | 4월 1일              | 그들만의 일상속으로                                                                   | 192     |
| 밀착취재, 동물의 사생활(Animals With Cameras)                                                     | 4월 8일              | 사냥군과 도둑                                                                         | 193     |
| 밀착취재, 동물의 사생활(Animals With Cameras)                                                     | 4월 15일             | 밝혀진 자연의 비밀                                                                    | 194     |
| 경이로운 자연, 그리고 인간2(Earth’s Natural Wonders 2)                                            | 4월 22일             | 1.극한 땅의 생존자들                                                                  | 195     |
| 경이로운 자연, 그리고 인간2(Earth’s Natural Wonders 2)                                            | 4월 29일             | 2.동물들과 함께 살아남기                                                              | 196     |
| 경이로운 자연, 그리고 인간2(Earth’s Natural Wonders 2)                                            | 5월 6일              | 3.역경을 딛고                                                                         | 197     |
| 자연의 무법자(Natural Born Rebels)                                                                | 5월 13일             | 1.번식의 기술(Mating Game)                                                            | 198     |
| 자연의 무법자(Natural Born Rebels)                                                                | 5월 20일             | 2.먹이 전쟁(Hunger Wars)                                                              | 199     |
| 자연의 무법자(Natural Born Rebels)                                                                | 5월 27일             | 3.생존 법칙(Survival)                                                                 | 200     |
| 인간과 개(Man’s First Friend)                                                                     | 6월 17일             | 1부. 동맹의 시작                                                                      | 201     |
| 인간과 개(Man’s First Friend)                                                                     | 6월 24일             | 2부. 충직한 동반자                                                                    | 202     |
| 아시아의 아마존, 아무르강(AMUR: ASIA’S AMAZON)                                                    | 9월 9일 2019.8.18    | 극동 (The Far East)                                                                   | 203     |
| 아시아의 아마존, 아무르강(AMUR: ASIA’S AMAZON)                                                    | 9월 16일 2019.8.25   | 흑룡강 (The Black Dragon)                                                             | 204     |
| 아시아의 아마존, 아무르강(AMUR: ASIA’S AMAZON)                                                    | 9월 23일 2019.9.1    | 비밀의 샘 (The Secret Springs)                                                        | 205     |
| 우주 행성                                                                                         | 9월 30일             | 화성으로 떠나는 여행 (MARS: A TRAVELLER’S GUIDE)                                      | 206     |
| 우주 행성                                                                                         | 10월 7일             | 목성의 비밀 (JUPITER REVEALED)                                                        | 207     |
| 우주 행성                                                                                         | 10월 14일            | 토성 탐사선 카시니 13년의 기록 (GOODBYE CASSINI: HELLO SATURN)                        | 208     |
| 인간의 의식 (Rituals - Circle Of Life)                                                            | 10월 21일            | 생명의 순환 (Circle Of Life)                                                          | 209     |
| 인간의 의식 (Rituals - Circle Of Life)                                                            | 10월 28일            | 신고식 (INITIATION)                                                                   | 210     |
| 인간의 의식 (Rituals - Circle Of Life)                                                            | 11월 4일             | 자연의 힘 (POWER OF NATURE)                                                           | 211     |
| 인간의 의식 (Rituals - Circle Of Life)                                                            | 11월 11일            | 위대한 결집 (GREAT GATHERINGS)                                                        | 212     |
| 스타의 부검리포트                                                                                 | 11월 18일 2019.11.10 | AUTOPSY: THE Last Hours Of Bruce Lee                                                  | 213     |
| 스타의 부검리포트                                                                                 | 11월 25일 2019.11.17 | AUTOPSY: The Last Hours Of James Dean                                                 | 214     |
| 모험가 스티브 백쉘의 위험한 도전                                                                  | 12월 2일             | 원정의 시작 - Steve Backshall Vs The Vertical Mile #1                                 | 215     |
| 모험가 스티브 백쉘의 위험한 도전                                                                  | 12월 16일            | 정상을 향해 - Steve Backshall Vs The Vertical Mile #2                                 | 216     |
| 프레디 머큐리, 퀸(Queen)의 제왕                                                                   | 12월 9일             | Freddie Mercury: THE King Of QUEEN                                                    | 217     |
| 세계의 호텔, 로비 뒤의 삶(Amazing Hotels: Life Beyond The Lobby)                                  | 12월 23일            | 오만, 아난타라 알 자발 알 아크다르 리조트                                             | 218     |
| 세계의 호텔, 로비 뒤의 삶(Amazing Hotels: Life Beyond The Lobby)                                  | 12월 30일            | 아일랜드? 애쉬포드 캐슬                                                               | 219     |
| 2019년                                                                                            |                      |                                                                                       |         |
| 야생과 문명(Terra)                                                                                | 1월 6일 2019.8.4     | 생명의 역사                                                                           | 220     |
| 야생과 문명(Terra)                                                                                | 1월 13일 2019.8.11   | 생명의 위기                                                                           | 221     |
| 21세기 우주 경쟁                                                                                  | 1월 20일 2019.7.28   | The 21st Century Race For Space                                                       | 222     |
| 스파이 카메라로 엿본 겨울 동물들                                                                  | 1월 27일 2020.05.05  | Spy in the Snow                                                                       | 223     |
| 다이너스티 야생의 지배자들(설날 특선)                                                             | 2월 2일 2019.07.29   | 침팬지(Chimpanzee)                                                                    | 224     |
| 다이너스티 야생의 지배자들(설날 특선)                                                             | 2월 3일 2019.07.30   | 황제펭귄(Emperor)                                                                     | 225     |
| 다이너스티 야생의 지배자들(설날 특선)                                                             | 2월 4일 2019.07.31   | 사자(Lion)                                                                            | 226     |
| 다이너스티 야생의 지배자들(설날 특선)                                                             | 2월 5일 2019.08.01   | 들개(Ainted Wolf)                                                                     | 227     |
| 다이너스티 야생의 지배자들(설날 특선)                                                             | 2월 6일 2019.08.02   | 아프리카 호랑이(Painted Wolf)                                                         | 228     |
| 다이너스티 야생의 지배자들(설날 특선)                                                             | 2월 9일 2019.08.03   | 4년간의 제작기(DYNASTIES - On Location)                                               | 229     |
| 위대한 강(Earth's Great Rivers)                                                                   | 3월 3일              | 아마존                                                                                | 230     |
| 위대한 강(Earth's Great Rivers)                                                                   | 3월 10일             | 나일                                                                                  | 231     |
| 위대한 강(Earth's Great Rivers)                                                                   | 3월 17일             | 미시시피                                                                              | 232     |
| 혹등고래 그날의 진실을 찾아서                                                                     | 3월 24일             | Humpback Whales: A Detective Story                                                    | 233     |
| 외로운 늑대 겨울 이야기                                                                           | 3월 31일 2019.6.23   | The Snow Wolf: A Winter's Tale                                                        | 234     |
| 도시의 야생동물(Cities: Nature's New Wild)                                                        | 4월 7일              | 숨은 거주자들                                                                         | 235     |
| 도시의 야생동물(Cities: Nature's New Wild)                                                        | 4월 14일             | 통근자들                                                                              | 236     |
| 도시의 야생동물(Cities: Nature's New Wild)                                                        | 4월 21일             | 추방자들                                                                              | 237     |
| 우주에서 본 지구(Earth from Space)                                                                | 4월 28일             | 새로운 시선 A New Perspective                                                         | 238     |
| 우주에서 본 지구(Earth from Space)                                                                | 5월 5일              | 지구의 패턴 Patterned Planet                                                          | 239     |
| 우주에서 본 지구(Earth from Space)                                                                | 5월 12일             | 오색의 지구 Colourful Planet                                                          | 240     |
| 우주에서 본 지구(Earth from Space)                                                                | 5월 19일             | 우주에서 내려다본 지구는 어떤 모습일까?                                               | 241     |
| 시대의 아이콘(ICONS) 1~4부                                                                        | 6월 30일             | 세기의 리더쉽                                                                         | 242     |
| 시대의 아이콘(ICONS) 1~4부                                                                        | 7월 7일              | 탐험가 -정복의 시대                                                                   | 243     |
| 시대의 아이콘(ICONS) 1~4부                                                                        | 7월 14일             | 과학가-세상을 바꾼천재들                                                              | 244     |
| 시대의 아이콘(ICONS) 1~4부                                                                        | 7월 21일             | 연예인-무대위의 전설들                                                                | 245     |
| 푸른 바다의 꿈                                                                                    | 10월 6일             | Northern Lights-Blue                                                                  | 246     |
| 더 플래닛스(The Planets)                                                                          | 10월 13일 2020.3.30  | 태양의 시간 지구형 행성들 (A Moment in the Sun - The Terrestrial Planets)             | 247     |
| 더 플래닛스(The Planets)                                                                          | 10월 20일 2020.3.31  | 두 자매 행성 - 지구와 화성 (The Two Sisters - Earth & Mars)                           | 248     |
| 더 플래닛스(The Planets)                                                                          | 11월 3일 2020.4.1    | 대부행성 목성 (The Godfather: Jupiter)                                                | 249     |
| 더 플래닛스(The Planets)                                                                          | 11월 10일 2020.4.2   | 태양 너머의 삶, 토성 (The Planets Life Beyond the Sun:Saturn)                         | 250     |
| 더 플래닛스(The Planets)                                                                          | 11월 17일 2020.4.3   | 어둠 속으로 – 얼음 행성들 (Into the Darkness: Ice Worlds)                             | 251     |
| 오카방고 대홍수(The Flood)                                                                        | 12월 1일             | 폭발하는 생명 (First Pulse)                                                           | 252     |
| 오카방고 대홍수(The Flood)                                                                        | 12월 8일             | 다시 태어난 세상 (World Reborn)                                                       | 253     |
| 위기의 오카방고(Into The Okavango)                                                                | 12월 22일            | 미지의 세계로                                                                         | 254     |
| 위기의 오카방고(Into The Okavango)                                                                | 12월 29일            | 생명의 연결고리                                                                       | 255     |
| 2020년                                                                                            |                      |                                                                                       |         |
| 시대의 아이콘(ICONS) 5~8부                                                                        | 1월 5일              | 역사를 바꾼 투사들                                                                    | 256     |
| 시대의 아이콘(ICONS) 5~8부                                                                        | 1월 12일             | 한계를 뛰어넘은 운동선수들                                                            | 257     |
| 시대의 아이콘(ICONS) 5~8부                                                                        | 1월 19일             | 예술과 문학을 이끈 선구자들                                                           | 258     |
| 시대의 아이콘(ICONS) 5~8부                                                                        | 2월 9일              | 대중의 선택 - 20세기 최고의 인물                                                      | 259     |
| 기후 변화에 관한 사실들(Climate Change-The Facts)                                                 | 2월 16일             | 1부. 진행 중인 위기                                                                   | 260     |
| 기후 변화에 관한 사실들(Climate Change-The Facts)                                                 | 3월 29일             | 2부. 늦기 전에                                                                        | 261     |
| 다시 찾은 바다, 블루 플래닛(Blue Planet Revisited)(특선,2TV에서 방영)                             | 3월 27일             | 1부.상어들의 낙원, 바하마                                                             | 262     |
| 다시 찾은 바다, 블루 플래닛(Blue Planet Revisited)(특선,2TV에서 방영)                             | 3월 30일             | 2부.신비의 수중도시 호주 대산호초                                                     | 263     |
| 네트워크가 지배하는 세상(Niall Ferguson's Networld)                                               | 4월 5일              | 제1부 분열                                                                            | 264     |
| 네트워크가 지배하는 세상(Niall Ferguson's Networld)                                               | 4월 12일             | 제2부 네트워크의 두 얼굴                                                              | 265     |
| 네트워크가 지배하는 세상(Niall Ferguson's Networld)                                               | 4월 19일             | 제3부 네트워크전쟁                                                                    | 266     |
| 아인슈타인&호킹: 우주의 비밀을 밝힌 천재들(Einstein And Hawking: Unlocking The Universe)          | 4월 26일             | 1부 세상을 바꾼 발견                                                                  | 267     |
| 아인슈타인&호킹: 우주의 비밀을 밝힌 천재들(Einstein And Hawking: Unlocking The Universe)          | 5월 3일              | 2부 블랙홀을 찾아서                                                                   | 268     |
| 페르시아 이야기(The Art Of Being Persian)                                                         | 5월 10일             | 제1부 샤나메, 왕들의 서사시                                                           | 269     |
| 페르시아 이야기(The Art Of Being Persian)                                                         | 5월 17일             | 제2부 저항                                                                            | 270     |
| 페르시아 이야기(The Art Of Being Persian)                                                         | 5월 24일             | 제3부 시련 속에서 피어난 르네상스                                                     | 271     |
| 지구 인구 77억 이대로 괜찮은가                                                                    | 5월 31일             | Chris Packham: 7.7 Billion People And Counting                                        | 272     |
| 허블, 우주의 베일을 벗기다                                                                        | 6월 7일              | Hubble: The Wonders Of Space Revealed #1                                              | 273     |
| 허블, 우주의 베일을 벗기다                                                                        | 6월 14일             | Hubble: The Wonders Of Space Revealed #2                                              | 274     |
| 프리 다이버 기욤 네리 - 바다를 숨쉬게 하는 사람들                                                 | 6월 21일             | Guillaume Néry, le souffle de l'océan                                                 | 275     |
| 페트라 고대 건축가들의 비밀                                                                       | 6월 28일             | Pétra : Une cité de légende                                                           | 276     |